# Torneo de Zagreb 2013
El PBZ Zagreb Indoors (Torneo de Zagreb) fue un evento de tenis ATP World Tour de la serie 250, se disputó en Zagreb, Croacia entre el 30 de enero al 5 de febrero.

## Cabeza de serie

### Individuales Masculinos
| Tenista          | Ranking | Preclasificada |
| Marin Čilić      | 13      | 1              |
| Andreas Seppi    | 18      | 2              |
| Mijaíl Yuzhny    | 27      | 3              |
| Jürgen Melzer    | 30      | 4              |
| Martin Kližan    | 33      | 5              |
| Marcos Baghdatis | 35      | 6              |
| Grigor Dimitrov  | 41      | 7              |
| Lukáš Lacko      | 49      | 8              |

### Dobles Masculinos
| Tenista                          | Ranking | Preclasificada |
| Robert Lindstedt Horia Tecau     | 17      | 1              |
| Julian Knowle Filip Polasek      | 68      | 2              |
| Santiago González Scott Lipsky   | 68      | 3              |
| Jurgen Melzer Philipp Petzschner | 75      | 4              |

## Campeones

### Individuales Masculino
Marin Čilić vence a  Jürgen Melzer por 6-3, 6-1

### Dobles Masculino
Julian Knowle /  Filip Polasek vencen a  Ivan Dodig /  Mate Pavic por 6-3, 6-3